# 唐章
唐章（1436年—1495年），字宗明，直隸河間府獻縣人，明朝政治人物。進士出身。

## 生平
順天府鄉試第六十八名。成化二年（1466年）丙戌科會試第一百三十三名，殿試登進士第三甲第一百七十八名。

## 家族
曾祖父唐伯亮。祖父唐廣。父亲唐鎬。